# Tupolev Tu-155
Dimensions
Le Tupolev Tu-155 est un avion de ligne expérimental triréacteur soviétique version modifiée du Tupolev Tu-154B, transformé en banc d'essai de motorisation cryogénique, le Kouznetsov NK-88.

## Historique
Immatriculé СССР-85035, il est le premier avion expérimental à fonctionner à l'hydrogène liquide, le premier vol ayant eu lieu le 15 avril 1988,. L'équipage se compose de cinq personnes et ce vol a duré 21 minutes, il a effectué des petits cercles à une altitude ne dépassant pas 600 m.
Il a ensuite aussi été utilisé pour expérimenter un carburant alternatif, le gaz naturel liquéfié, dont le premier vol a eu lieu le 18 janvier 1989. Il effectue une centaine de vols d'essais avant son retrait en 1994 dont des vols de démonstrations internationaux à Bratislava, Nice (octobre 1989), Hanovre (juillet 1990), Berlin (juillet 1991).
Une variante Tupolev Tu-156 était prévue pour être prête vers 1997 avec une motorisation unique plus récente, 3 réacteurs Kouznetsov NK-89 mais n'a jamais été construit à la suite de dislocation de l'URSS en 1991.
Le programme d'essai de moteur à carburant cryogénique est relancé en 1998 avec le Tupolev Tu-204 avec les projets Tupolev Tu-206 et Tu-216 qui ne seront pas concrétisés.
Un seul avion a été construit et est stocké depuis son retrait sur une base aérienne devenue en 2016 l'aéroport de Moscou-Joukovski.

## Caractéristiques

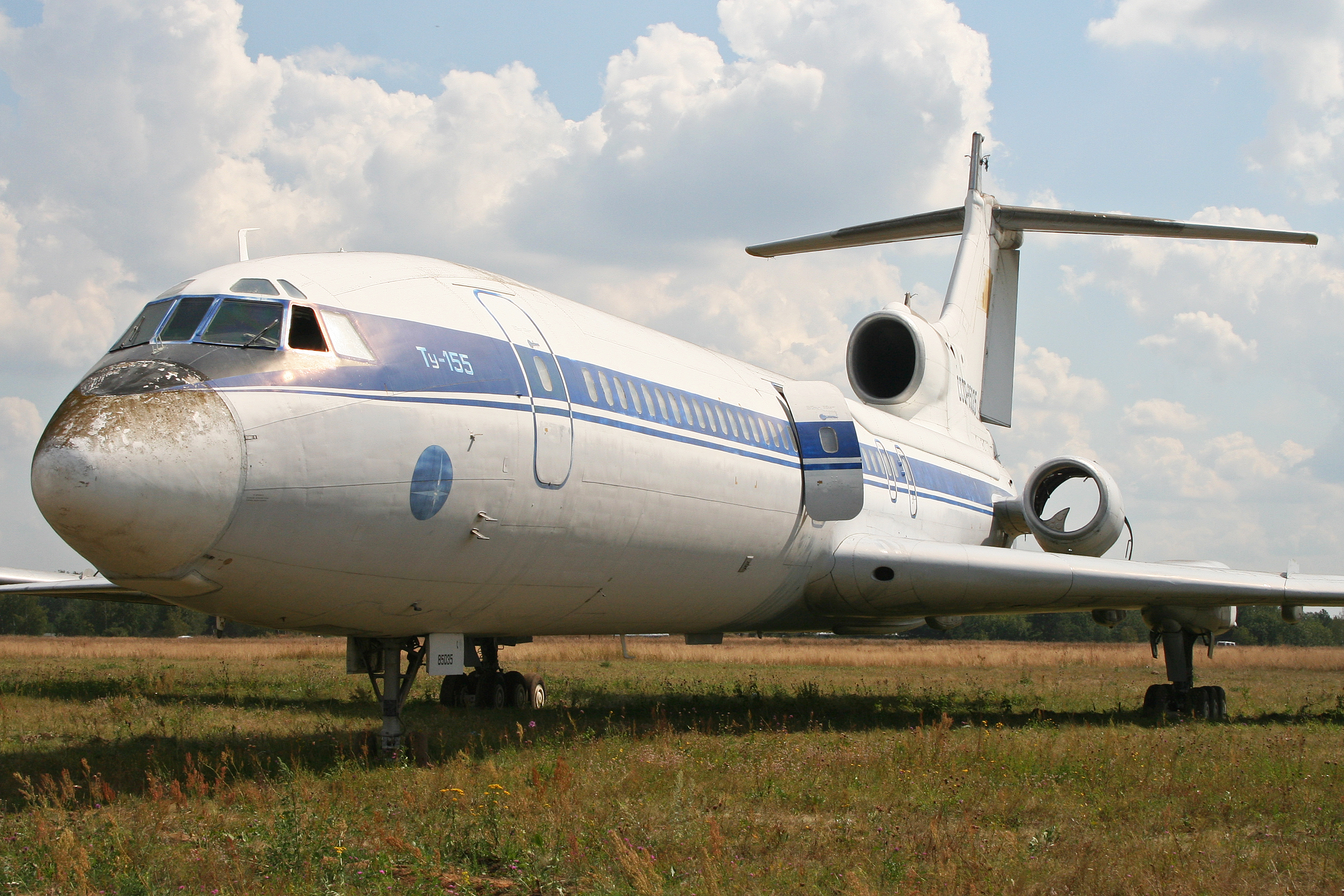
L'avion en 2012. La nacelle ayant contenu le réacteur NK-88 est vide.

L'avion a une propulsion fournie par 2 types de motorisation différentes : 2 turboréacteurs Kouznetsov NK-8-2 réacteurs du Tu-154, plus un Kouznetsov NK-88 fonctionnant avec soit le gaz naturel liquéfié, soit l'hydrogène liquide, à la place du réacteur NK-8-2 tribord se trouvant sur les Tu-154.
La réserve de carburant cryogénique est placée dans le réservoir de carburant d'une capacité de 17,5 m3, établie dans la section spéciale de la section arrière de la cabine passagers. Il est isolé des sections adjacentes du fuselage par les zones tampons, qui disposent d'un système de ventilation.
La durée maximale du vol avec le carburant cryogénique est de 120 minutes.
Principalement composé de méthane, le gaz naturel liquéfié permet une réduction du volume de 600 fois par rapport au méthane gazeux. Refroidi à une température d’environ - 235 degrés Celsius grâce à la méthode cryogénique, il prend la forme d’un liquide transparent, inodore et deux fois plus léger que l’eau sans pour autant être corrosif. Le gaz naturel liquéfié commercial, quant à lui, est refroidi à une température de -162 °C.